# Александрія Аріана

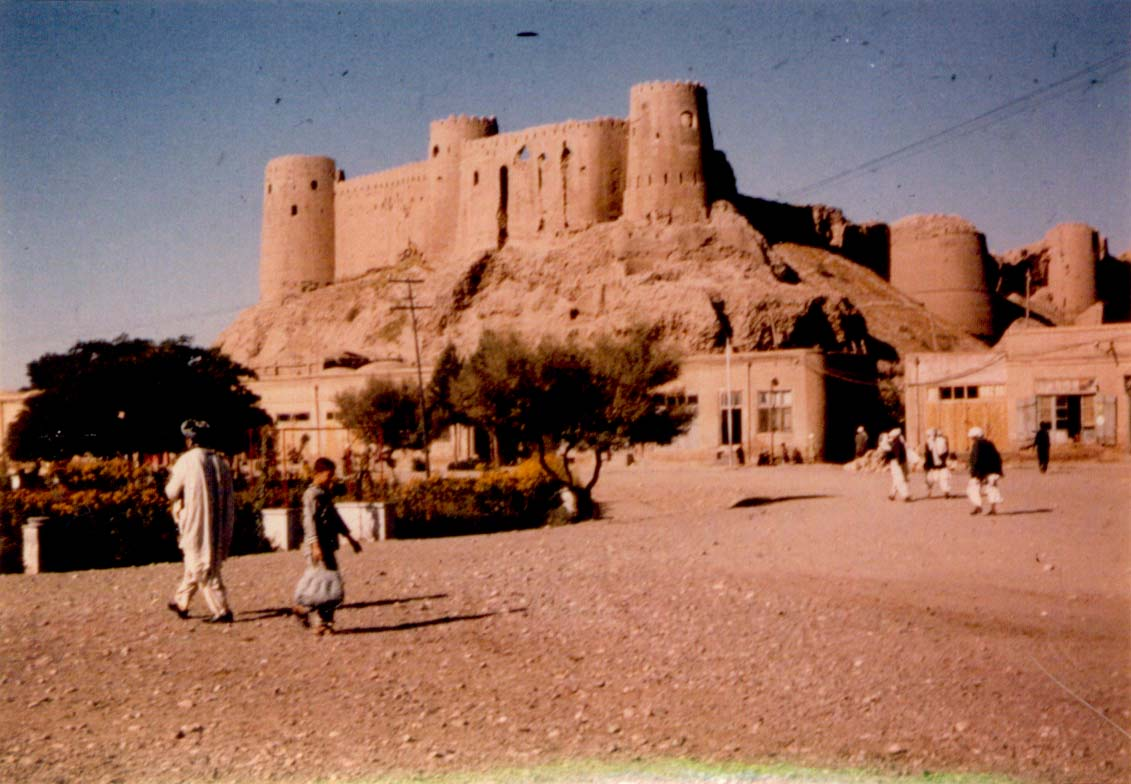
Стара цитадель

Александрія Аріана — елліністичне місто в сатрапії Арія.

## Історія
Засноване Александром Македонським 330 до н. е. неподалік від перського міста Артакоана, мешканців якого за повстання частково було знищено, частково продано у рабство. Було збільшено перську цитадель.
Була значним економічним та військовим центром в Греко-Бактрійському царстві. Ймовірно зазнало суттєвих руйнувань під час вторгнення тохарів-юечжі у II ст. до н. е. Згідно Ісидора Харакського була важливим місто в часи Парфянського царства. Також ще вказана в Пейтингеровій таблиці. За часів вже Сасанідської держави назва Александрія Аріана зникає, з'являється Герат.

## Розташування
Клавдій Птолемей розміщує місто біля «озера Арій» — можливо, на західній стороні озера Зерра. Пліній Старший вказує на узбережжя на річки Аріас, яку багато звчених оттожнюють з місцем сучасного Герата. В той же час пруський вчений Конрад Маннерт розглядав річку Аріус як Теджен, відповідно Олександрія Аріана існувала на місці селища XVIII ст — Пілкі.
Згідно Ератосфену розташовувалося на відстані 3870 стадій від Бактри і 6400 стадій від Каспійської Брами.